# Кэмпбелл, Джасмин
Джасмин Джейд Эйриел Лайонс Кэмпбелл (англ. Jasmine Jade Ariel Lyons Campbell; 11 августа 1991, Сент-Джон) — горнолыжница с Американских Виргинских островов, участница Олимпийских игр 2014 года.
Её отец, Джон Кэмпбелл, представлял Американские Виргинские острова в горнолыжном спорте на Олимпийских играх в Альбервиле в 1992 году.

## Биография
Родилась в спортивной семье, оба её родителя увлекались лыжами. Когда Джасмин было шесть лет, в связи с бизнес-деятельностью её отца семья переехала сначала в Пуэрто-Рико, а позднее, когда ей было девять — в Айдахо (США).
Изучает философию и психологию в Колледже Уитмена (штат Вашингтон).
В спортивной программе на Олимпийских играх в Сочи Джасмин выступала в слаломе (с итоговым результатом 2 минуты и 10,37 секунд и 43 местом) и гигантском слаломе (3:05,05 и 56 место).
На церемонии открытия Олимпийских игр в Сочи несла Флаг Американских Виргинских островов.